# کلرمزانون
کلرمزانون(به انگلیسی: Chlormezanone) (با نام تجاری Trancopal یا Fenaprim) دارویی است که به عنوان ضد اضطراب و شل کننده عضلات استفاده می‌شود.
استفاده از آن در بسیاری از کشورها از سال ۱۹۹۶ به بعد به دلیل موارد نادر اما جدی Toxic epidermal necrolysis متوقف شد.

## سنتز
- Sterling Drug Inc ، US 3082209(1958)

سنتز کلرمزانون

- Surrey, A. R.; Webb, W. G.; Gesler, R. M. (1958). "Central Nervous System Depressants. The Preparation of Some 2-Aryl-4-metathiazanones". Journal of the American Chemical Society. 80 (13): 3469. doi:10.1021/ja01546a065.